# Tetraschistis
Tetraschistis is een geslacht van vlinders van de familie snuitmotten (Pyralidae), uit de onderfamilie Chrysauginae.

## Soorten
- T. aerogramma Meyrick, 1937
- T. decadens Dyar, 1920
- T. dentilinealis Hampson, 1916
- T. paula Schaus, 1904
- T. tinctalis Hampson, 1897